# 彰考館
彰考館（しょうこうかん）は、江戸時代に常陸国にある水戸藩が『大日本史』を編纂するために置いた修史局（史局）。

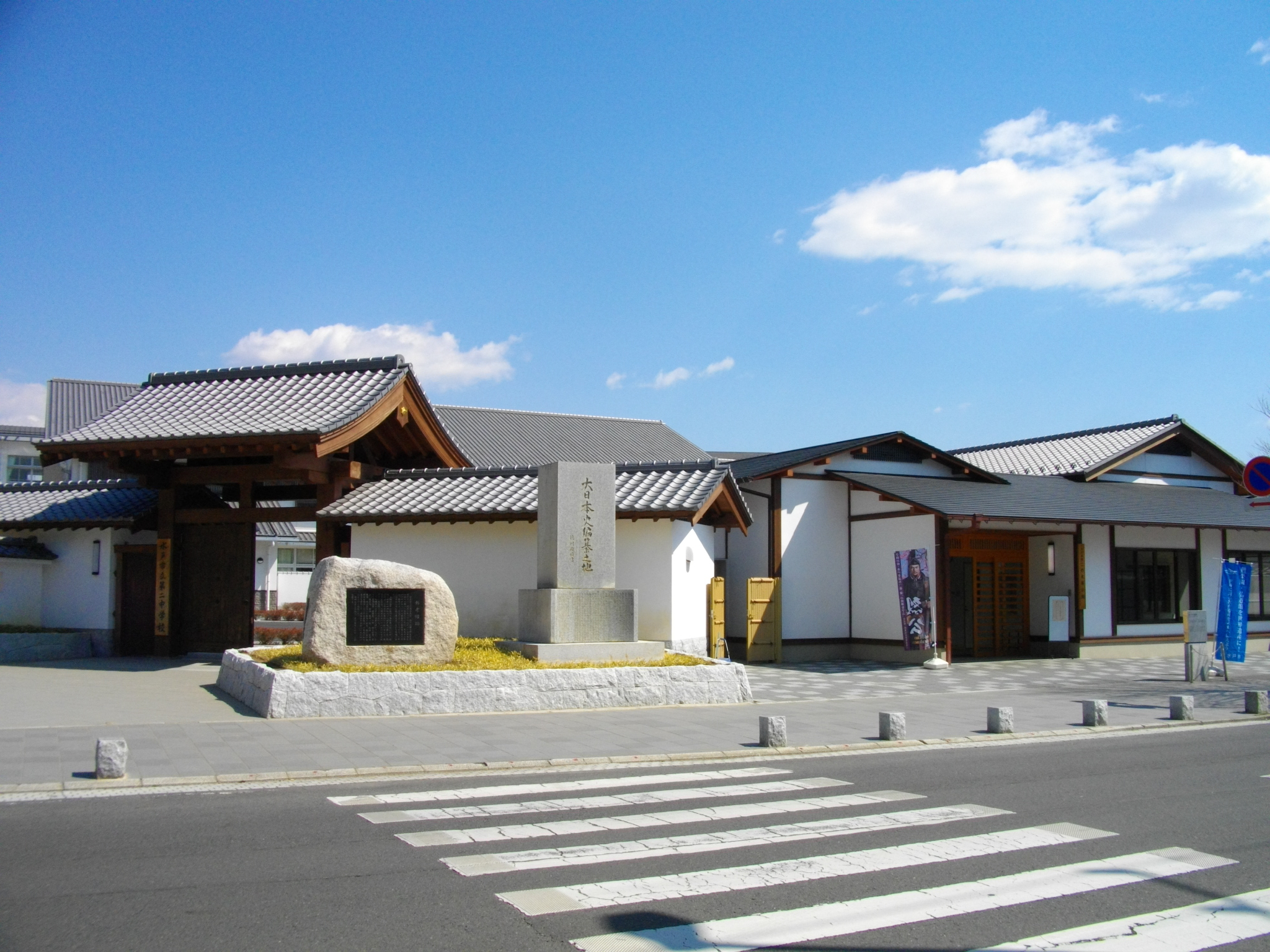
水戸市立第二中学校前の彰考館跡碑及び大日本史編纂之地碑

## 経緯
水戸徳川家の世子であった徳川光圀は歴史学に強い関心を持ち、青年時代から修史事業を企図していたと言われる。光圀は世子時代の明暦3年（1657年）に江戸駒込別邸内の火事小屋御殿に史局を開設し、数人の局員と文庫を設けて修史計画に取り組んでいたが、寛文元年（1661年）には父頼房の死去により水戸藩主に就任し、その後は藩政や公務に忙殺されていた。
このころ幕府では『本朝通鑑』の編纂事業が行われ、これに刺激を受けた光圀は寛文12年（1672年）史局を江戸小石川藩邸に移転し、「彰考館」と命名した。「彰考」は光圀の命名で『春秋左氏伝』の杜預序の語「彰往考来」（往事を彰らかにし、来時を考察する）に由来する。史局には光圀揮毫による扁額が掲げられ、5か条の局員心得も記された。
史館員は全国各地に派遣されて史料調査を行い、修史編纂のほか史料収集の過程で立案された朝廷記録の編纂など、各種編纂事業に従事した。なお、光圀期の史館員は水戸藩出身者よりも士分として取り立てられた林家学派の儒者などの来仕者が中心となっている。
修史事業は天和3年（1683年）に『新撰紀伝』104巻の完成を見るが、南朝を正統とする理念を固めていた光圀は終期の延長と内容の不備を正すため修史事業は継続された。同年には新たに総裁を設置し初代総裁には人見懋斎が選任され、享禄元年には小石川藩邸内の天神坂上に新館を設置する。
光圀は元禄3年（1690年）に隠居し西山荘での生活を送っていたが、晩年の光圀は紀伝以外の各種編纂事業を中止させ校訂作業を次世代へ持ち越すなど編纂方針を変更させ、史館員を増強させる等事業を促進させている。元禄10年（1697年）には本紀「百王本紀」が完成し、同年2月には残る列伝の完成のため総裁をはじめ主用な史館員を水戸城内へ移転させ、水戸彰考館（水館、水戸史館）を発足させた。
光圀の死後、修史事業は正徳5年（1715年）には完了し、藩主綱條の裁定で書名が『大日本史』（正徳本）と定められる。これは江館の主張した書名で、水館の主張する『皇朝新史』との間で論争があった。正徳本の完成以降にも修史事業は継続され、享保年間には安積澹泊が享保本『大日本史』を完成させ、本記・列伝に続く「志・表」の編纂が懸案事項となっていたが、澹泊の死後に修史事業は実質的な休止状態となる。
江戸後期の天明6年に総裁となった立原翠軒は光圀百年忌に際して紀伝の公刊を企図し、校訂作業が進められる。立原と藤田幽谷は編纂方針を巡り対立を深め、これは江館と水館の党派的対立に発展した（史館動揺）。このころ史館員は水戸藩出身者が多くなり、著名な史館員には長久保赤水や藤田幽谷、高橋坦室らがいる。

## 彰考館総裁
彰考館館員のなかで最高の地位が総裁である。創設当初はなく、天和3年（1683）に初めて置かれた。最初の総裁は人見懋斎である。その後、館員の増加とともに元禄年間には複数となり、享保のはじめまでは4・5人の定員を保った。しかし、その後彰考館の縮小とともに不定となり、1人も置かれないこともあった。総裁は任命制であり、学才のみで選ばれたわけではなかったが、いずれも当時の水戸藩を代表する学者であった。
石高は200石または300石。格式として大番役または小納戸役の職に相当していた（藩士の中では中士程度）。初期のころは他藩からの招聘者が多く、光圀時代の総裁では安積澹泊が唯一の水戸藩出身者である。江戸後期になると招聘者は減り、2代3代にわたって史館員を務めた者もいたが、実力によって士分取り立てになり総裁まで昇進した藤田幽谷（水戸城下の古着商の子）や豊田松岡（天功）（久慈郡の庄屋の子）のように、一代で出世した例もある。
総裁一覧
- 人見懋斎　天和3年～元禄1年
- 吉弘菊潭　元禄1年～元禄4年
- 佐々十竹（宗淳）　元禄1年～元禄9年
- 中村篁渓　元禄4年～正徳2年
- 鵜飼錬斎　元禄5年～元禄6年
- 安積澹泊　元禄6年～正徳4年
- 大串雪瀾　元禄9年～元禄9年
- 栗山潜鋒　元禄10年～宝永3年
- 酒泉竹軒　元禄12年～享保3年
- 大井松隣　宝永4年～享保14年
- 三宅観瀾　宝永7年～正徳1年
- 佐治竹暉　正徳1年～享保3年
- 神代鶴洞　正徳4年～享保13年
- 小池桃洞　享保4年～享保10年
- 中島通軒　享保11年～享保14年
- 打越撲斎　享保12年～元文5年
- 依田竹雲　享保14年～延享1年
- 増子滄洲　元文5年～寛延1年
- 河合菊泉　元文5年～宝暦5年
- 徳田錦江　寛保2年～宝暦7年，明和3年～明和8年
- 名越南渓　延享2年～安永4年
- 鈴木白泉　宝暦8年～寛政5年
- 富田長洲　明和1年～寛政3年
- 野口甘谷　安永5年～安永7年
- 大場南湖　安永7年～天明4年
- 立原翠軒　天明6年～享和3年
- 菊池南洲　寛政10年～文化1年
- 渡辺為春　文化3年～文化4年
- 高橋坦室　文化4年～文政3年
- 藤田幽谷　文化4年～文政9年
- 川口緑野　文化12年～文政5年，文政10年～天保1年
- 青山拙斉（延于）　文政6年～天保1年
- 会沢正志斎　天保2年～天保10年
- 杉山復堂　天保14年～弘化2年
- 豊田松岡（天功）　安政3年～元治1年
- 青山佩弦（延光）　元治1年～慶応1年

## 明治以後の彰考館
幕末の水戸藩の動乱には、彰考館の史館員も多く巻き込まれた。明治維新により彰考館も廃止になるかとの噂も流れたが、『大日本史』の編纂事業が水戸徳川家の事業として続けられることとなり、偕楽園に移された上で、組織を縮小しつつ継続された。明治期の著名な編修員は栗田寛である。明治39年（1906年）、『大日本史』が完成し、彰考館の事業は終わりを迎える。
明治40年（1907年）、明治天皇から「書物保存に役立てるように」と金1万円の下賜があり、明治42年（1909年）には皇后（昭憲皇太后）からも3千円の下賜があった。これらの下賜を受けて、明治43年（1910年）、彰考館の所蔵した史料や文献が現在の常磐神社の義烈館のあたりに収められ、彰考館文庫として保存された。
昭和20年（1945年）8月、水戸空襲により彰考館文庫は焼け落ち、彰考館所蔵史料はその大部分が灰となった。しかし、あらかじめ避難させていた5分の1程度の史料が残り、茨城県水戸市にある徳川ミュージアム内の彰考館文庫に引き継がれており、光圀揮毫の扁額なども所蔵されている。昭和42年（1967年）財団法人水府明徳会（現・公益財団法人徳川ミュージアム）が結成され、徳川家から家宝と土地建物の寄贈を受けた。昭和45年（1970年）博物館法により「彰考館」として登録された。
水戸市立第二中学校前の跡地が、平成27年（2015年）4月24日に文化庁より日本遺産「近世日本の教育遺産  学ぶ心・礼節の本源」のストーリーを構成する水戸市内の文化財の一つとなることが発表された。